# Gymnetis litigiosa
Gymnetis litigiosa es una especie de escarabajos en la subfamilia Cetoniinae.

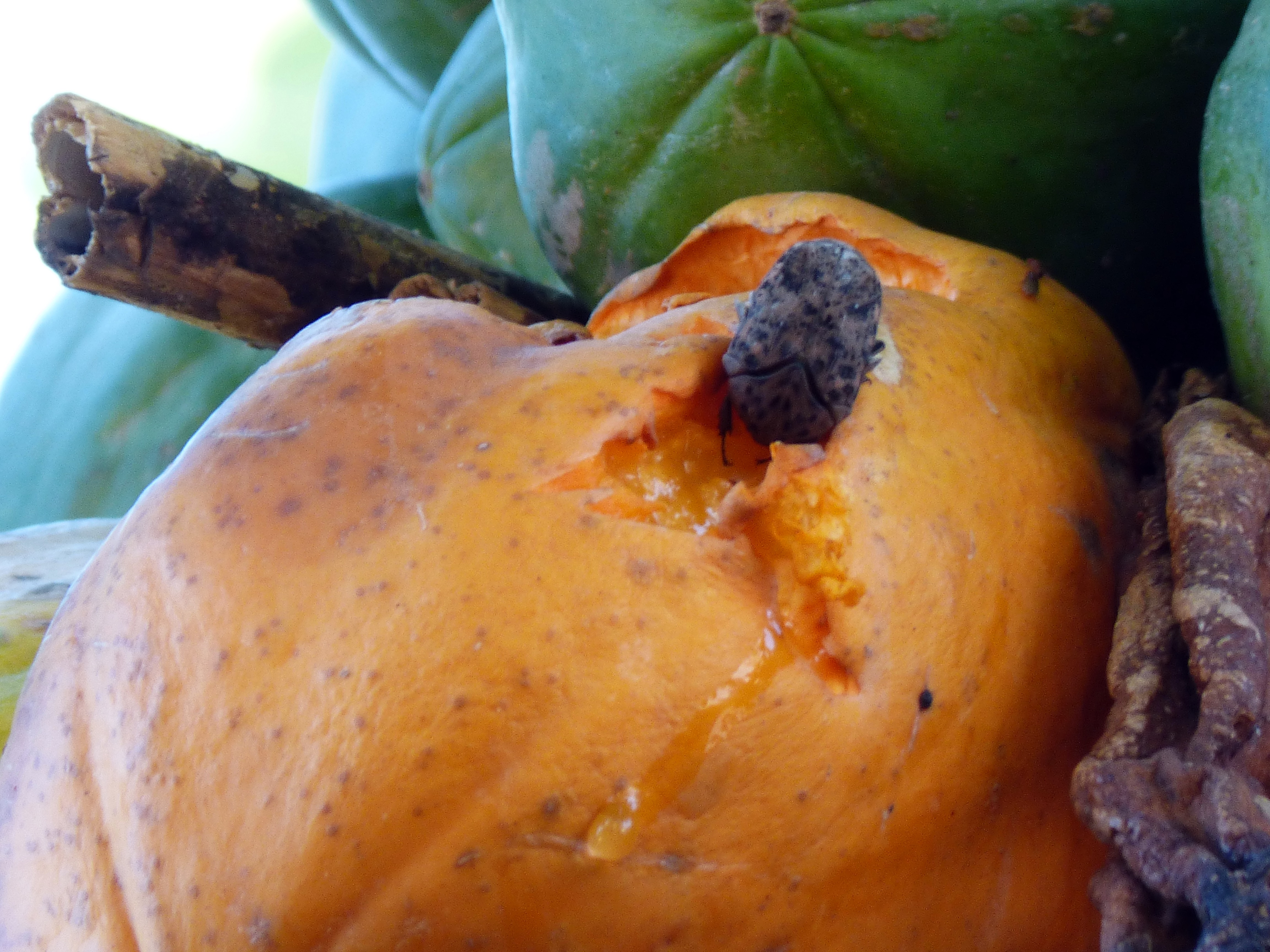
Gymnetis litigiosa alimentándose de un fruto de papaya.